# Fritz Weaver
Pour les articles homonymes, voir Weaver.
Fritz Weaver est un acteur américain, né le 19 janvier 1926 à Pittsburgh et mort le 26 novembre 2016 à Manhattan.

## Biographie
Weaver est le frère de la scénariste Mary Dodson. Sa mère était d'origine italienne. Il se marie en 1953 puis divorce en 1979 avant de se remarier en 1997. Il a deux enfants issus de son premier mariage, ainsi qu'un petit-fils.
En 2010, il a été intronisé au American Theater Hall of Fame.

## Filmographie

### Cinéma
- 1964 : To Trap a spy : Andrew Vulcan
- 1964 : Point limite (Fail Safe) : Colonel Cascio
- 1969 : The Maltese Bippy : Ravenswood
- 1970 : La Pluie de printemps (Walk in the Spring Rain) : Roger Meredith
- 1973 : Le Jour du dauphin (The Day of the Dolphin) de Mike Nichols : Harold DeMilo
- 1976 : Marathon Man : Professeur Bisenthal
- 1977 : Black Sunday : Corley
- 1977 : Génération Proteus : Alex Harris
- 1978 : The Big Fix de Jeremy Kagan : Oscar Procari Sr.
- 1980 : Nightkill : Herbert Childs
- 1981 : Jaws of Satan de Bob Claver : Père Tom Farrow
- 1982 : Creepshow : Dexter Stanley
- 1986 : Les Coulisses du pouvoir (Power) : Wallace Furman
- 1986 : Dream West : Sénateur Thomas Hart Benton
- 1999 : Thomas Crown : John Reynolds
- 2014 : The Cobbler : M. Salomon

### Télévision
- 1957 : Studio One (série télévisée) : George Hanley
- 1959 : Playhouse 90 (série télévisée) : King
- 1960-1961 : La Quatrième Dimension (The Twilight Zone) (série télévisée) : Chancellor / William Sturck
- 1961 : Jane Eyre (Téléfilm) : Mason
- 1961 : The Power and the Glory (Téléfilm) : La maître d'école
- 1963 : Le Jeune Docteur Kildare (série télévisée) : Arthur Hobler
- 1964 : Rawhide (série télévisée) : Jonathan Damon
- 1966 : Le Fugitif (The Fugitive) (série télévisée) : Joe Tucker

- 1966 : Combat! (série télévisée) : Major Padre Ernest Miller

- 1966, 1967, 1969 et 1971 : Mission impossible (série télévisée) :  Erik Hager / George Berlinger / Emil Skarbeck / Imre Rogosh
- 1966, 1968, 1969 et 1971 : Sur la piste du crime (The FBI) (série télévisée) : Steve Colton / Paul Winters / John Thomas Whiting
- 1967 : Gunsmoke (série télévisée) : Marshal Burt Master
- 1967 : The Borgia Stick (Téléfilm) : Anderson
- 1967 : The Crucible (Téléfilm) : Réverend Hale
- 1967 : Les Envahisseurs (The Invaders) (série télévisée) : Député Ambassadeur Peter Borke
- 1967 et 1969 : La Grande Vallée (The Big Valley) (série télévisée) : Burke Jordan / Hebron Grant
- 1968 : Les Bannis (The Outcasts) (série télévisée) : Sam Croft
- 1968 : Mon ami Ben (Gentle Ben) (série télévisée) : Oce Franklin
- 1968 et 1973 : Mannix (série télévisée) : William Avery / Dr Cameron McKenzie
- 1970 : L’Homme de fer (Ironside) (série télévisée) : Paul Friedland
- 1970 : Double Jeopardy (téléfilm) : Dr Michael Serling
- 1970 : Company of Killers (Téléfilm) : John Shankalien
- 1970 : Berlin Affair (Téléfilm) : Joe Mallicent
- 1971 : Dan August (série télévisée) : Dr Michael Serling
- 1971, 1973 et 1975 : Cannon (série télévisée) : Léo Kern / Mr. Schumann / Raymond Thurston
- 1972 : Medical Center (série télévisée) : Dr Matthews
- 1973 : Hunter (en) (Téléfilm) : Cirrak
- 1973 - 1974 : Barnaby Jones (série télévisée) : Jason Matthews / Laurence Sheffield
- 1974 : Petrocelli (série télévisée) : Colonel Fletcher
- 1974 : Kung Fu (série télévisée) : Hillquist
- 1974 : Great Performances (Téléfilm) : Creon
- 1975 : Les Rues de San Francisco (The Streets of San Francisco) (série télévisée) : Ted Whitlock
- 1975 : La Légende de Lizzie Borden (The Legend of Lizzie Borden) (téléfilm) : Andrew Borden
- 1975 : The Jolly Corner (Téléfilm) : Spencer Brydon
- 1977 : Wonder Woman (série télévisée) : Dr Solano
- 1977 : Captains Courageous (Téléfilm) :  Harvey Cheyne Sr
- 1978 : Holocauste : Josef Weiss
- 1979 : Hawaï police d'État (Hawaii Five 0) (série télévisée) : Dr Danworth
- 1980 : Magnum (série télévisée) : Capitaine J. Cooly
- 1980 : Children of Divorce (Les Enfants du divorce) (Téléfilm) : Eli Sorenson
- 1981 : Quincy (série télévisée) : Senateur William Pike
- 1981 : See China and Die (Téléfilm) : Poston
- 1982 : Falcon Crest (série télévisée) : Arthur Maesfield
- 1982 : Maid in América (Téléfilm) : Jonas
- 1984 : La croisière s'amuse (The Love Boat) (série télévisée) : Mr. Weatherby
- 1984 et 1986 : Les Contes de la nuit noire (Tales from the Darkside) (série télévisée) : Dr Fenner / Sir Edmund Haley
- 1985 : The Hearst of Davies Affair (Téléfilm) : Arthur Beal
- 1985 et 1987 : Arabesque (Murder She Wrote) (série télévisée) : Edwin Dupont / Juge Lambert / Inspecteur Panassic
- 1986 : État de crise (Téléfilm) : Bernard Hughes
- 1986 : D.C. Cops (Téléfilm) : Maxwell Vance
- 1989 : Matlock (série télévisée) : Pasteur James Hubert
- 1991 : Ironclads (Téléfilm) : John Ericsson
- 1991, 1993 et 2005 : New York, police judiciaire (Law & Order) (série télévisée) : Larry Weber / Nathan Fogg / Philip Woodleigh
- 1992 : Citizen Cohn (Téléfilm) : Sen. Everett Dirksen
- 1993 : Blind Spot (Téléfilm) : Simon
- 1994 : Pointman (Téléfilm) : Jason
- 1994 : La Loi de Los Angeles (L.A. Law) (série télévisée) : Dr Aaron Pierce
- 1994 : Star Trek : Deep Space Nine (série télévisée) : Kovat
- 1994 : Spring Awakening (Téléfilm) : Capt. Von Koster
- 1996 : X-Files (série télévisée, épisode Tunguska) : Sénateur Albert Sorenson
- 1998 : Frasier (série télévisée) : Sir Trevor Aimsley